# Jan van Bunnik
Jan van Bunnik (alternatieve namen: Jan van Bunnick,  Johan van Bunnick, Johan van Bunnik, en bijnaam Keteltrom) (Utrecht, 1654- aldaar, 1727) was een Nederlands landschapsschilder uit de Nederlandse Gouden Eeuw. 
Hij was een leerling van Herman Saftleven van 1668 tot 1671.  In 1671 reisde hij naar Italië samen met zijn broer Jacob van Bunnik. Onderweg maakte hij vele stops. Hij was in Rees in Duitsland in 1672 waar hij samen met Andries de Wit en Justus van den Nijpoort een ontmoeting had met de Nederlandse schilder Gerard Hoet wiens leerling hij werd. Hij maakte voorts stops in Frankfurt am Main, Heidelberg, Speyer, Straatsburg en Zürich.  
Hij was in Italië tot 1684 waar hij vele reizen maakte. In Modena werd zijn werk dermate bewonderd dat Francesco II d'Este, hertog van Modena, hem tot zijn hofschilder benoemde. Gedurende acht jaar maakte Van Bunnik decoraties in verschillende villa's en paleizen van de hertog.
Hij reisde ook naar Rome waar hij lid werd van de Bentvueghels, een vereniging van voornamelijk Nederlandse en Vlaamse kunstenaars actief in Rome, met de bijnaam (de zogenaamde bentnaam) Keteltrom. In Rome kwam hij in contact met een aantal andere schilders als Carlo Maratta, Abraham Genoels, Jacob-Ferdinand Voet en Cornelis Bloemaert II.
Op de terugweg naar Nederland verbleef Bunnik in Lyon waar hij de Nederlandse schilders Adriaen van der Kabel en Pieter van Bloemen ontmoette. Na zijn terugkeer naar Utrecht kreeg hij de opdracht om grote landschappen te schilderen in de prinselijke eigendommen zoals het Paleis Het Loo en de landhuizen in Zeist en Voorst. Jan van Bunnik overleed in Utrecht op 6 maart 1727.